# Каті Оутінен
Каті Оутінен (фін. Anna Katriina Outinen ; нар. 17 серпня 1961, Гельсінкі, Фінляндія) — фінська акторка, найбільш відома за головними ролями у фільмах Акі Каурісмякі.
Народилася в Гельсінкі. Навчаючись у Юко Туркки Туркка, але, ніколи не асоціювалася зі школою акторської майстерності «Тurkkalaisuus». Її проривною роллю стала роль крутої дівчини в класичному молодіжному фільмі покоління «Täältä tullaan elämä» (1980) Тапіо Суомінена. У 1984 році знялася в «Айкалайнен».
З 2003 — професор Театральної академії. Живе в Гельсінкі разом з донькою Іїдою.

## Вибрана фільмографія
- 1980 — Ось і ми, життя! — Ліза
- 1986 — Тіні в раю — Ілона Рійамакі
- 1987 — Гамлет іде в бізнес — Офелія, донька Полонія
- 1989 — Брудні руки — Джессіка
- 1990 — Дівчина із сірникової фабрики — Іріс
- 1994 — Бережи свою косинку, Тетяно — Тетяна
- 1996 — Дрейфуючі хмари — Ілона
- 1999 — Юха — Марія
- 2002 — Людина без минулого — Ірма
- 2006 — Вогні у сутінках — касир в супермаркеті
- 2008 — Будинок темних метеликів
- 2008 — Сауна
- 2009 — Розлучення по-фінськи або Будинок, де росте любов — Юрса
- 2011 — Гавр — Арлетті
- 2013 — Клоунада — Сільвія
- 2016 — Справжні злочини — Маліновська
- 2017 — По той бік надії — власниця магазина одягу

## Нагороди
У 2002 за роль у фільмі «Людина без минулого» отримала нагороду Канського фестивалю за найкращу жіночу роль.
Лауреатка фінської національної кінопремії «Юссі» в номінації «За кращу жіночу роль» (1991, 1997, 2003).